# Hieracium legionense
Hieracium legionense là một loài thực vật có hoa trong họ Cúc. Loài này được Coss. ex Willk. & Lange mô tả khoa học đầu tiên năm 1865.